# Tóth Balázs (tornász)
Tóth Balázs (Budapest, 1967. január 6. –) tornász olimpikon.

## Élete
Szülei biztatására a Postás Tornaszövetségnél kezdte meg tornászpályafutását, majd a Bp. Spartacus, az Újpesti Dózsa, később a Honvéd SE tornásza lett. Edzői Bihari Gyula és Csányi Rajmund voltak. Alapossága, kitartása és hihetetlen testkontrollja eredményeként az egyik legelegánsabb tornásza lett a magyar tornászválogatottnak.
Nemzetközi sportpályafutása alatt felsőfokú tanulmányokat is folytatott. Gépészmérnöki diplomát szerzett a Bánki Donát Műszaki Főiskolán, majd a Testnevelési Főiskola tornaedzői szakát is elvégezte.

## Pályafutása és eredményei

### Magyar bajnokság
Többszörös összetett magyar bajnok, valamint a lólengés és a korlát magyar bajnoki címét szerezte meg.

### Olimpia
A  XXIV. nyári olimpiai játékokon (1988, Szöul) 6. helyet szerzett magyar férfi tornászcsapat tagja volt. Talajgyakorlata utolsó ugrássoránál megsérült, mikor leérkezéskor elszakadt az achillesze. Fájdalma ellenére annyi lélekjelenléte volt, hogy felállt a földről, és ezzel megadta a jelt a gyakorlat befejezésére. Ha ezt nem tette volna meg, akkor nem kapott volna pontot a gyakorlatáért. Így viszont a magyar válogatottnak bebiztosította az olimpiai pontot szerző 6. helyet. A versenyt nem tudta folytatni, mert sürgős műtétre Budapestre kellett szállítani. A Magyar Olimpiai Bizottság fairplay-díjjal jutalmazta.

### Világbajnokság
Az 1989-es stuttgarti világbajnokságon 6. helyezést ért el korláton.

## Családja
Tóth Balázs családjával Svédországban él és dolgozik. Felesége Tóthné Horváth Eszter. Gyermekei Tóth Rita és Tóth Ákos.

## Filmfelvételek
- https://www.youtube.com/watch?v=bCKj6xBBMqc
- https://www.youtube.com/watch?v=Oc6ZOEy125Q
- https://www.youtube.com/watch?v=kYIlbN0A9uo
- https://www.youtube.com/watch?v=4Vdle0-SDmM
- https://www.youtube.com/watch?v=mHDRW_Y73aM
- https://www.youtube.com/watch?v=CNw1YlhE0hk